# Quận Jenkins, Georgia
Quận Jenkins là một quận trong tiểu bang Georgia, Hoa Kỳ. Quận lỵ đóng ở thành phố Millen 6. Theo điều tra dân số năm 2010 của Cục điều tra dân số Hoa Kỳ, quận có dân số 8340 người 2.